# Festiwal Śniegu w Sapporo

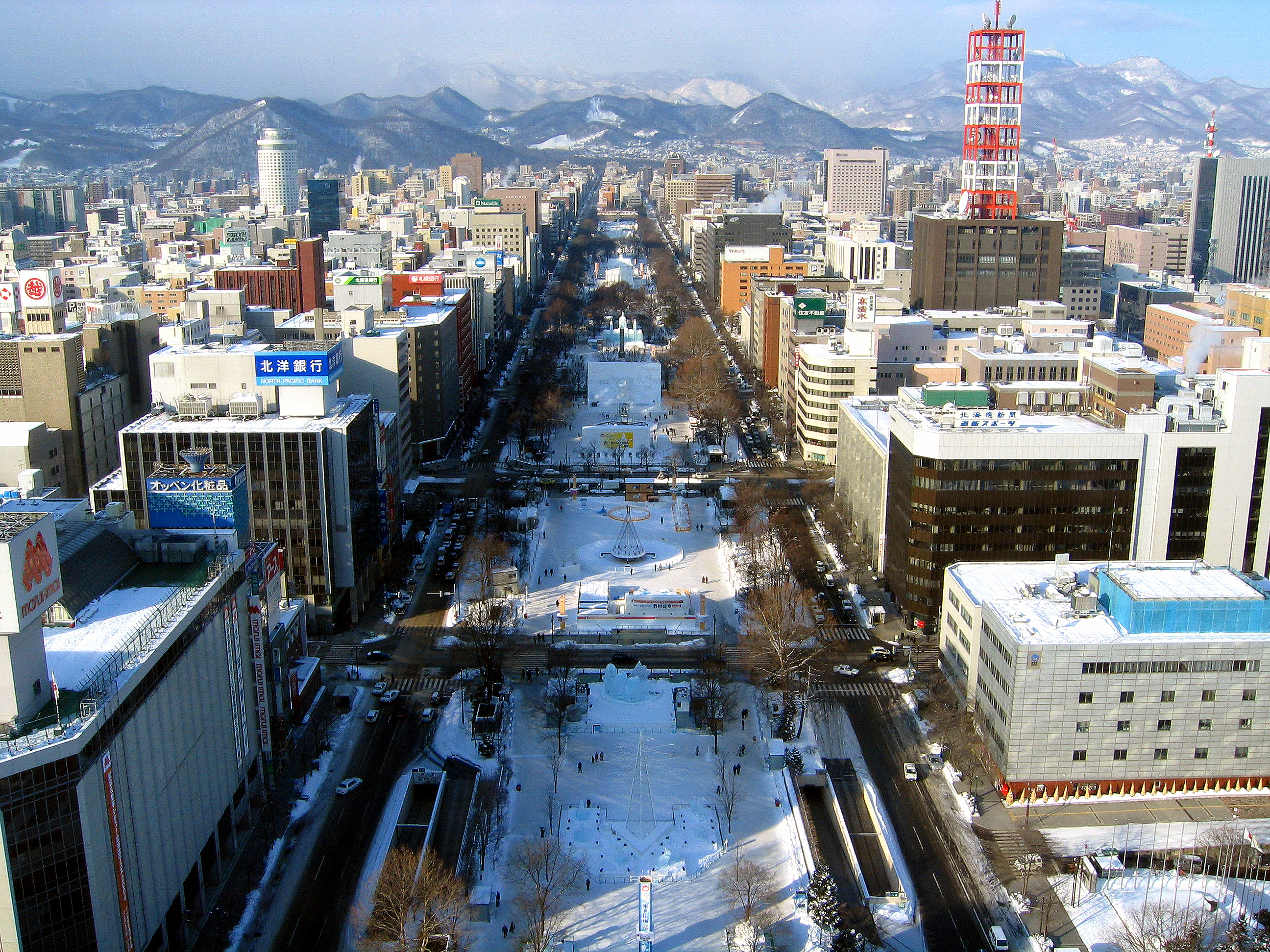
Sapporo Odori Park

Festiwal Śniegu w Sapporo (jap. さっぽろ雪まつり Sapporo Yuki-matsuri; Sapporo Snow Festival) – wystawa i konkurs rzeźb ze śniegu i lodu, odbywające się rokrocznie od 1950 roku w Sapporo, w Japonii, zwykle w drugim tygodniu lutego. 

## Historia
Festiwal Śniegu w Sapporo po raz pierwszy zorganizowano w 1950 roku. Został on zainspirowany:
- „śnieżnymi rękodziełami” jednej ze szkół podstawowych w Otaru;
- lodowym karnawałem odbywającym się nad stawem w parku Nakajima w Sapporo;
- „bitwą śnieżną” w jednym z gimnazjów, w Sapporo;
- sześcioma śnieżnymi rzeźbami wykonanymi przez uczniów szkół średnich w parku Ōdori (Ōdōri Kōen); po raz pierwszy zorganizowano wówczas tańce na placu i wyścigi psów[1].

Mimo niskich oczekiwań na wydarzeniu w 1950 roku pojawiło się ponad 50 tysięcy osób, a wraz z upływem lat festiwal śniegu stał się znany jako sezonowa impreza organizowana każdej zimy przez mieszkańców miasta. W 1953 roku po raz pierwszy wykonano 15-metrową rzeźbę śnieżną „Wniebowstąpienie”.
Stopniowo festiwal rozrastał się i zyskiwał międzynarodową sławę między innymi dzięki wsparciu żołnierzy Japońskich Sił Samoobrony w tworzeniu największych monumentów. Obecnie rzeźby tworzą także przedstawiciele firm i stowarzyszeń oraz grupy ochotników.
W 1959 roku impreza zgromadziła 2,5 tys. śnieżnych rzeźbiarzy. Wówczas też po raz pierwszy wydarzenie zostało zaprezentowane w stacjach telewizyjnych i artykułach prasowych. Powołano Komitet Wykonawczy Festiwalu Śniegu w Sapporo. 
W 1963 roku festiwal śniegu odbył się na terenie Makomanai należącym do Japońskich Sił Samoobrony. Było to drugie miejsce uznane w 1965 roku jako oficjalne.
W roku 1974 pojawiły się skutki światowego kryzysu naftowego. Nie można było kupić benzyny do małych ciężarówek wykorzystywanych do ugniatania, utwardzania miękkiego śniegu. Aby utrzymać śnieżne posągi w pozycji stojącej, użyto beczek po oleju jako rdzeni. W tym samym roku zorganizowano pierwszy międzynarodowy konkurs rzeźby ze śniegu, a w następnych latach rozszerzono udział uczestników ze świata i wprowadzono podział na rzeźby krajowe i międzynarodowe.
W 1983 roku dzielnica rozrywki Susukino została wybrana jako trzecia lokalizacja festiwalu pod nazwą „Susukino Ice Festival”. Zasłynęła ona spektakularnymi pokazami oświetlonych rzeźb ze śniegu, zapoczątkowując nowy wymiar festiwalu. 
W latach 1990–1993 park Nakajima stał się czwartym miejscem festiwalu, a w 1996 organizatorzy rozpoczęli rozsyłanie informacji przez internet. Zapraszano uczniów szkół z całej Japonii i zagranicy do zgłaszania pomysłów na śnieżne rzeźby. W 2005 roku w lokalizacji Makomanai zakończono 40-letnią historię i w następnym roku otwarto „Satorando” (Satoland), ale w 2009 zmieniono ją na tereny wokół hali „Tsudome” (Tsudōmu, Sapporo Community Dome, wielofunkcyjna hala w dzielnicy Higashi).

## Organizacja festiwalu
W przypadku braku śniegu w samym mieście jest on dowożony przed festiwalem m.in. z takich miejsc, jak: Iwamizawa, podnóża wulkanu Yōtei, przełęcz Nakayama. Największe rzeźby mają ponad 15 metrów wysokości i kilkadziesiąt metrów szerokości, a do ich budowy zużywa się 500 pięciotonowych ciężarówek śniegu.
Część dzieł nawiązuje do bieżących lub nadchodzących wydarzeń kulturalnych, sportowych, gospodarczych i politycznych. Np. w 2005 roku wyrzeźbiono replikę norweskiego parlamentu (dla uczczenia stulecia nawiązania stosunków między Japonią i Norwegią), kopię zamku w Nagoi (przypominającą wystawę Expo 2005 w Aichi) oraz bramy Janganmun fortecy Hwaseong (ze względu na czterdziestolecie normalizacji stosunków pomiędzy Japonią a Koreą). 
W 2020 roku, pod hasłem Rzeczpospolita Polska, z okazji przypadającej w 2019 roku 100. rocznicy nawiązania stosunków dyplomatycznych z Japonią oraz Międzynarodowego Konkursu Pianistycznego im. Fryderyka Chopina polska ekipa odtworzyła – z pomocą żołnierzy Północnej Armii Japońskich Sił Samoobrony (Japan Self Defense Force Northern Army) – „pałac Na Wyspie” z warszawskich Łazienek Królewskich oraz znajdujący się tam pomnik Fryderyka Chopina. 
Przed największymi monumentami organizowane są koncerty muzyczne i pokazy, są też miejsca zabaw dla dzieci (w tym lodowe zjeżdżalnie i igloo) oraz punkty sprzedaży ciepłych napojów i przekąsek. 
Miejsca (sites) wydarzeń festiwalowych:
- Odori Site (Ōdori Kōen, Odori Park) – główne miejsce wydarzeń festiwalowych o długości 1,5 km w centrum Sapporo. Wystawiane są tam wielkie i małe rzeźby śnieżne, oświetlane wieczorem. Organizowane są koncerty i wydarzenia, z których wiele wykorzystuje rzeźby jako swoją scenę;
- Susukino Site w rozrywkowej dzielnicy miasta o nazwie Susukino, prezentowane są tam rzeźby lodowe, także oświetlane wieczorem;
- Tsu Dome Site (Tsudome, Tsudōmu) jest zorientowane na zabawy rodzinne z trzema rodzajami zjeżdżalni śnieżnych. Wewnątrz hali widowisko-sportowej są stoiska z jedzeniem oraz scena na występy artystyczne[4].

Festiwal Śniegu 2023 zaplanowano na 4–11 lutego. Planuje się, że odbędzie się tylko w Odori i Susukino, ale nie w Tsu Dome.

## Galeria

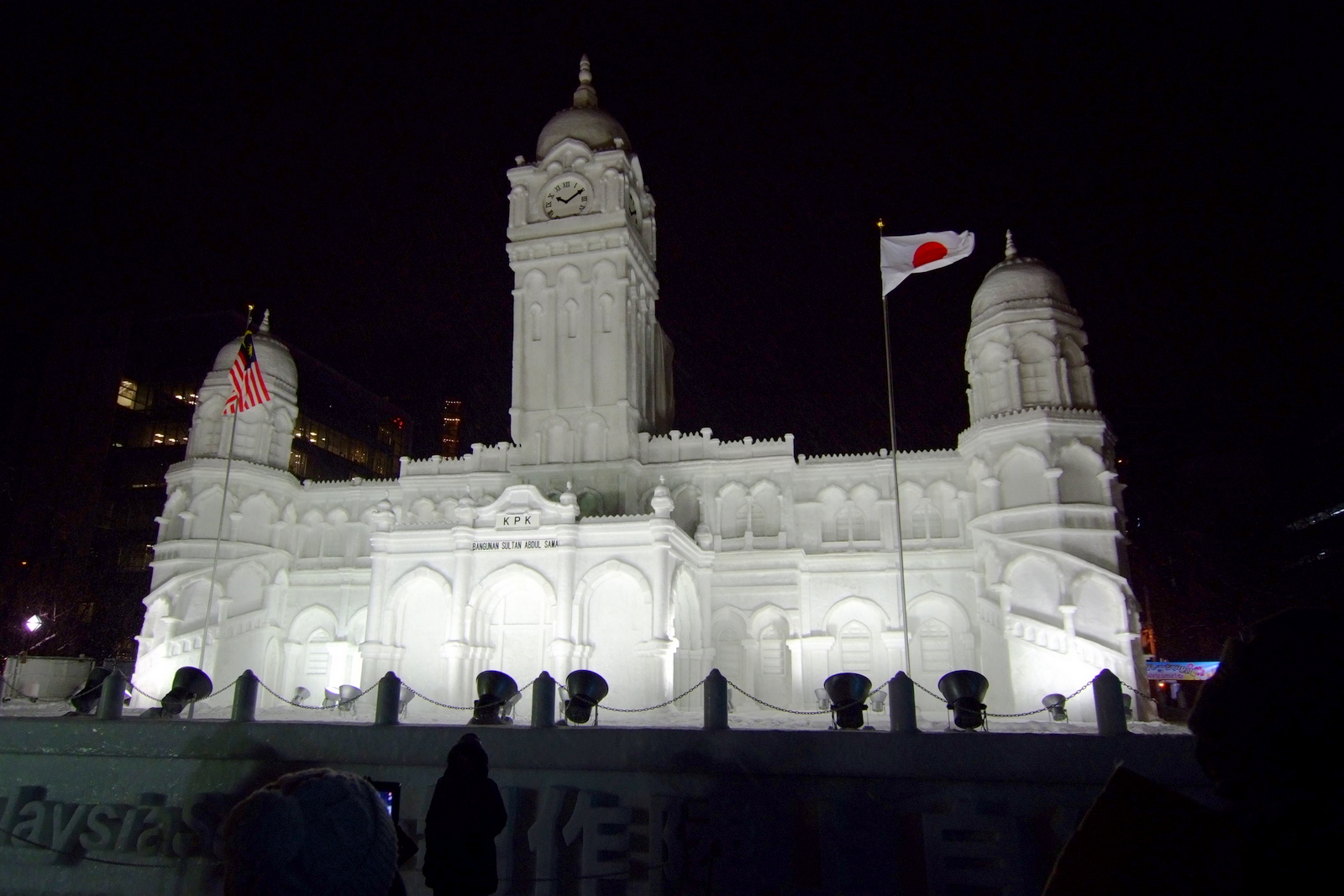
Pałac sułtana w Kuala Lumpur (2014)
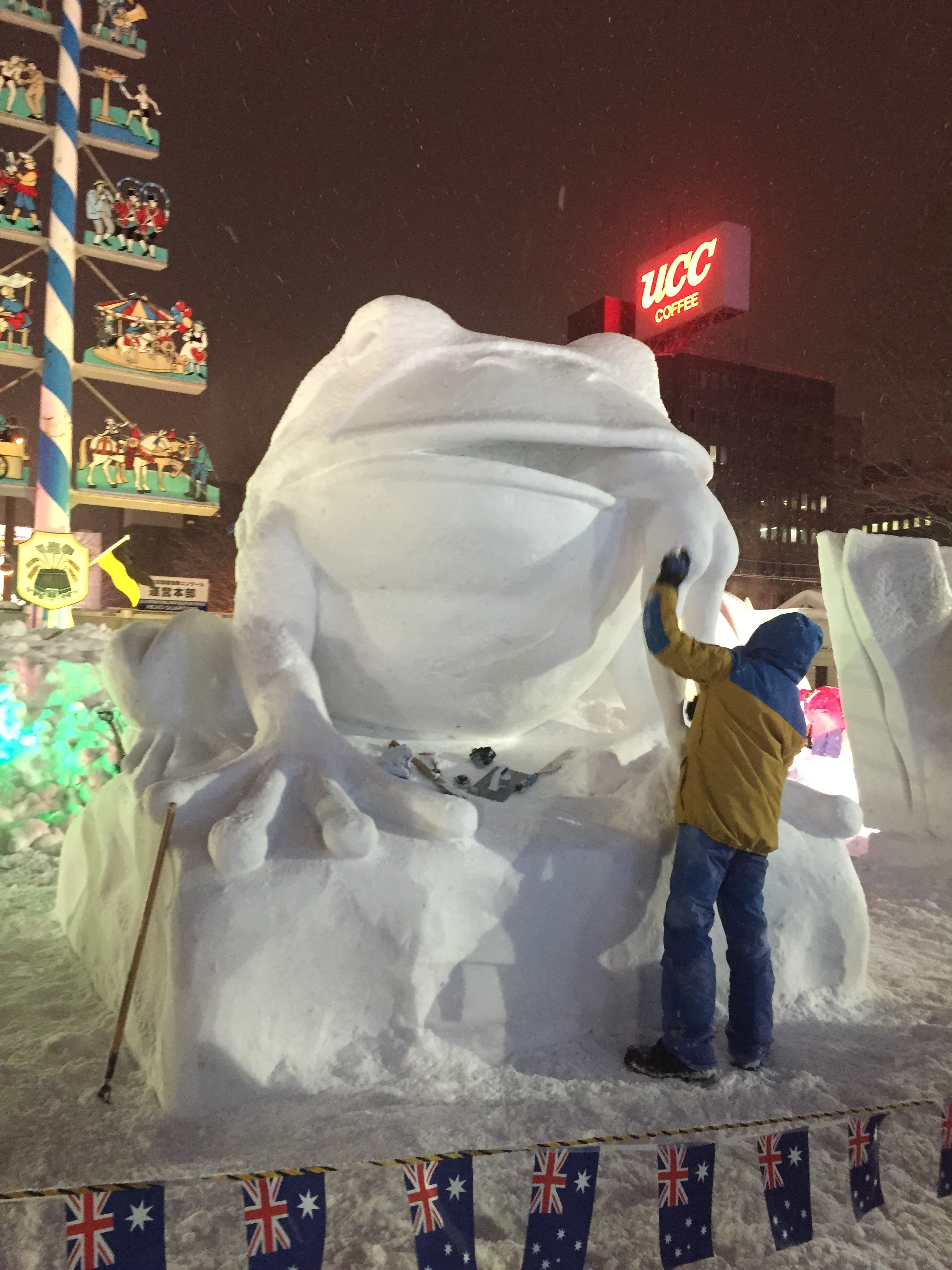
Rzeźba australijska (2016)
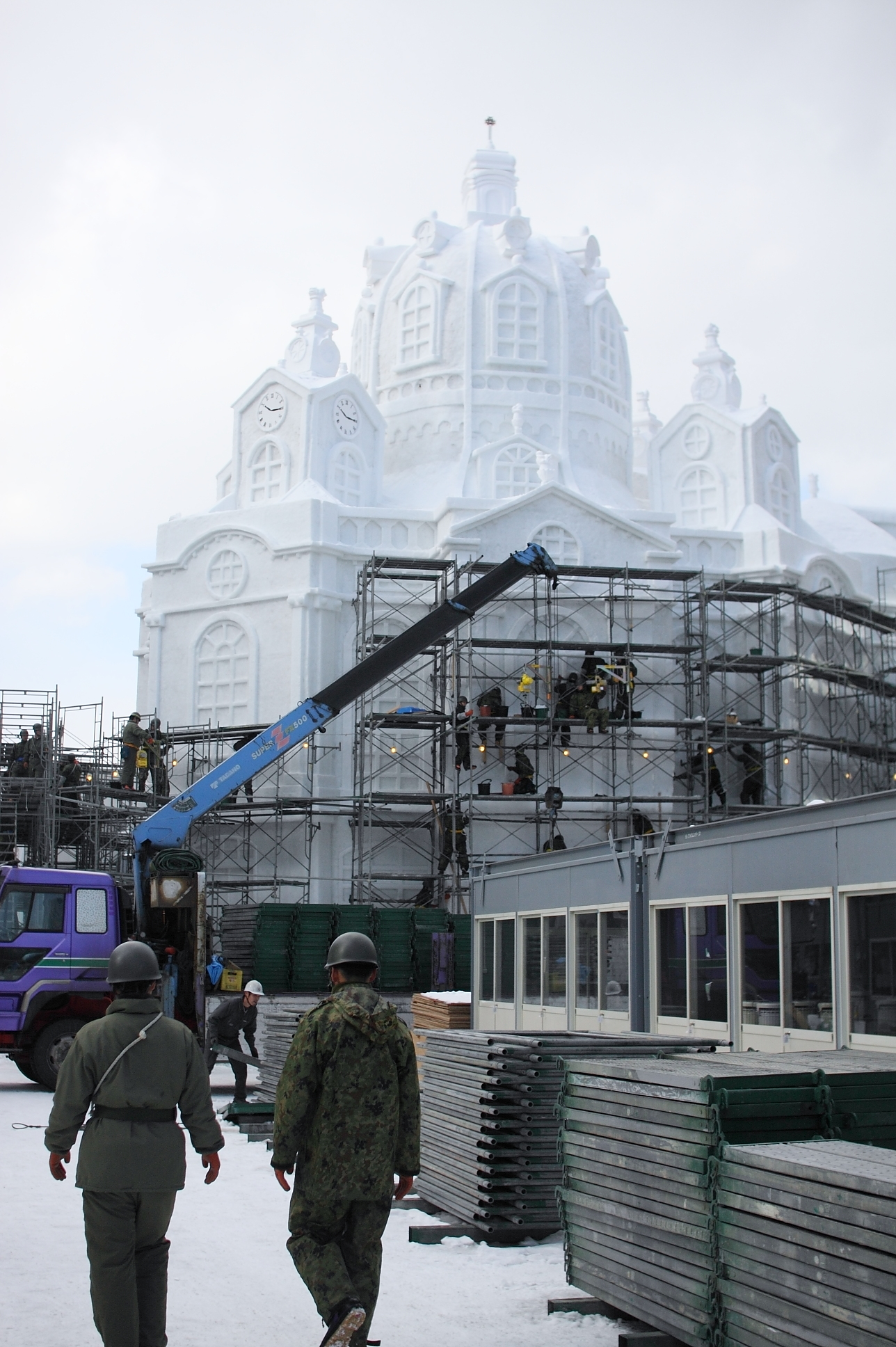
W trakcie tworzenia (2010)
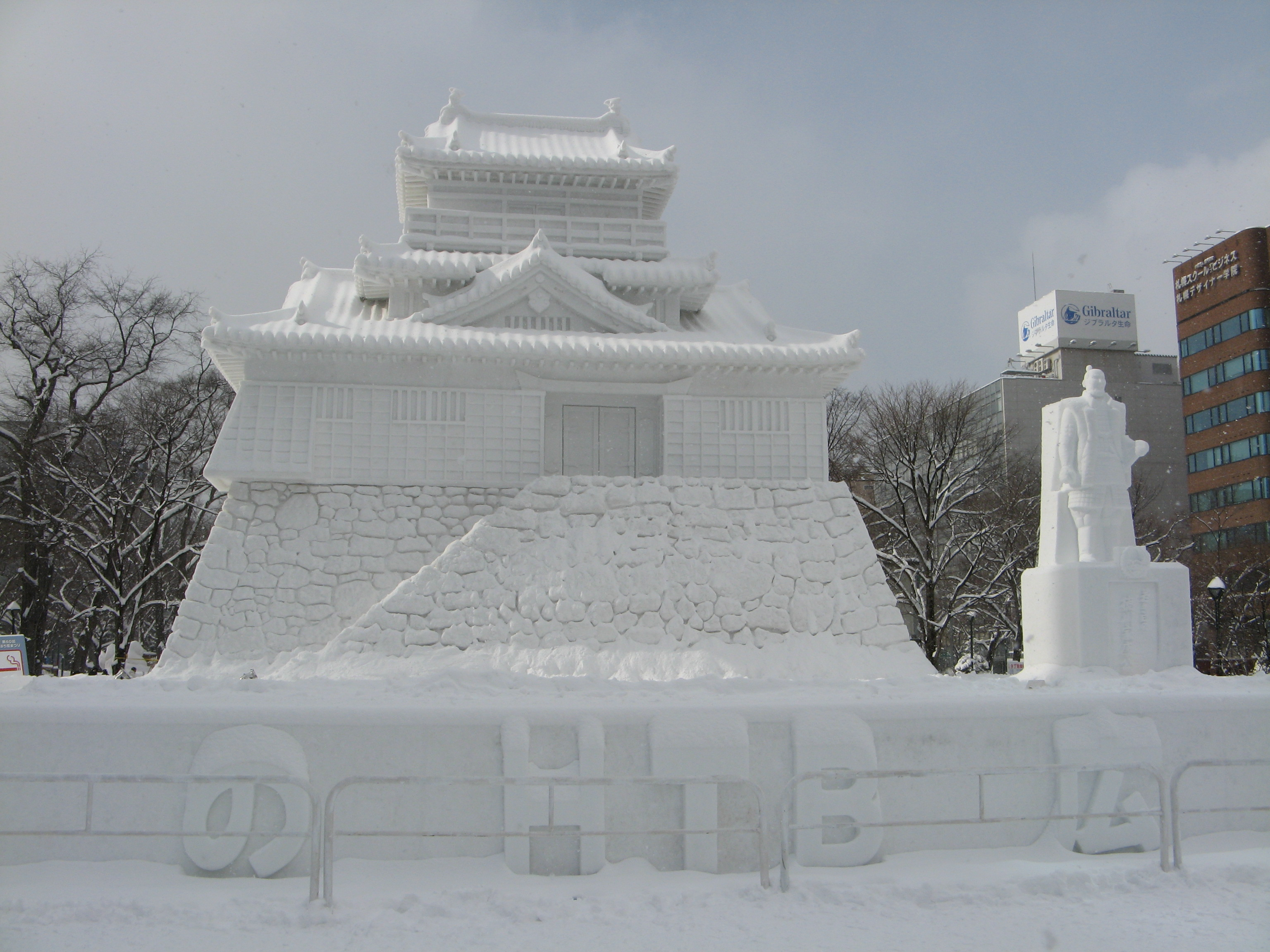
Zamek (2009)
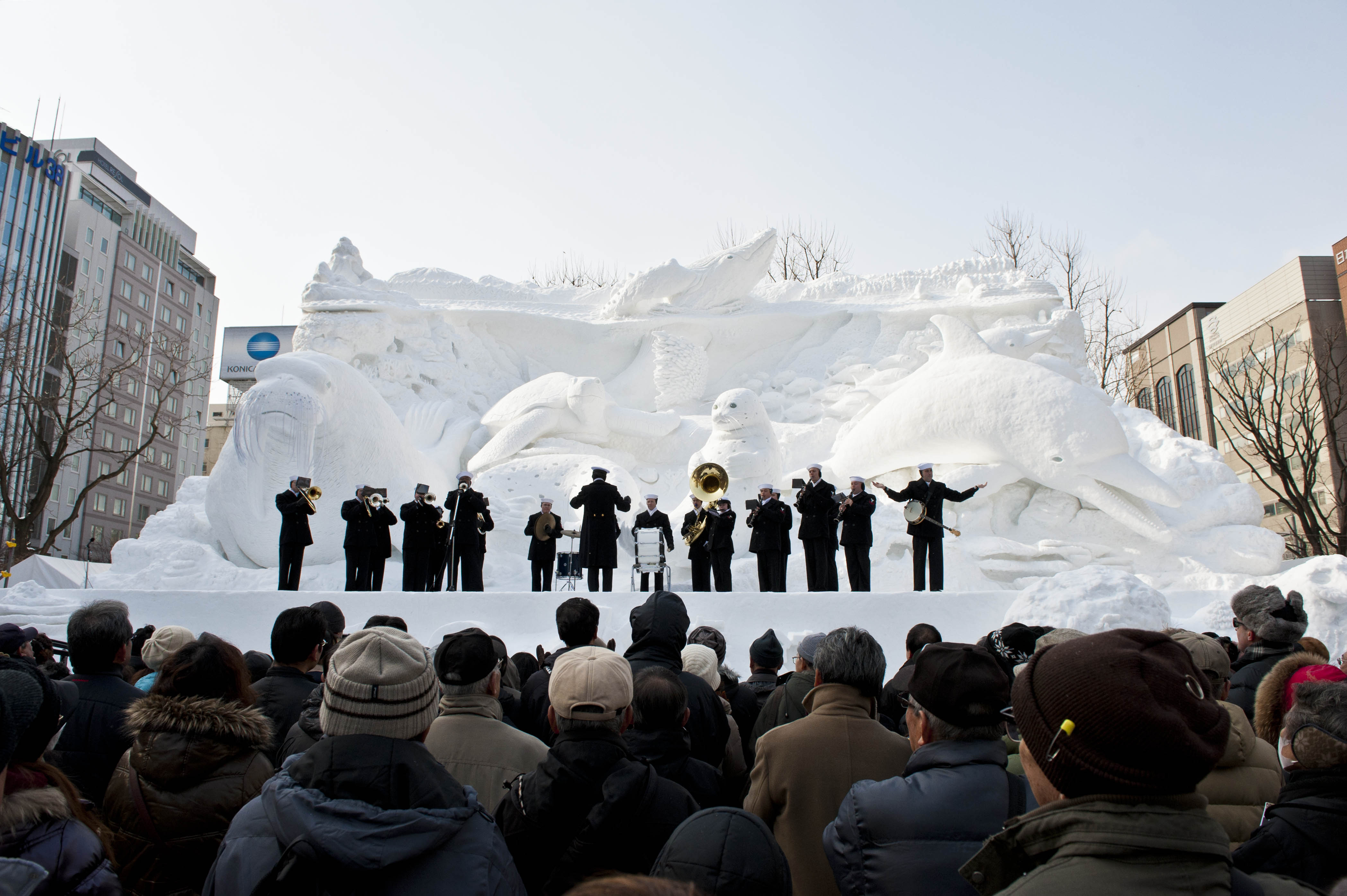
Koncert orkiestry amerykańskiej VII Floty (2012)